# Schwarz (Calbe)

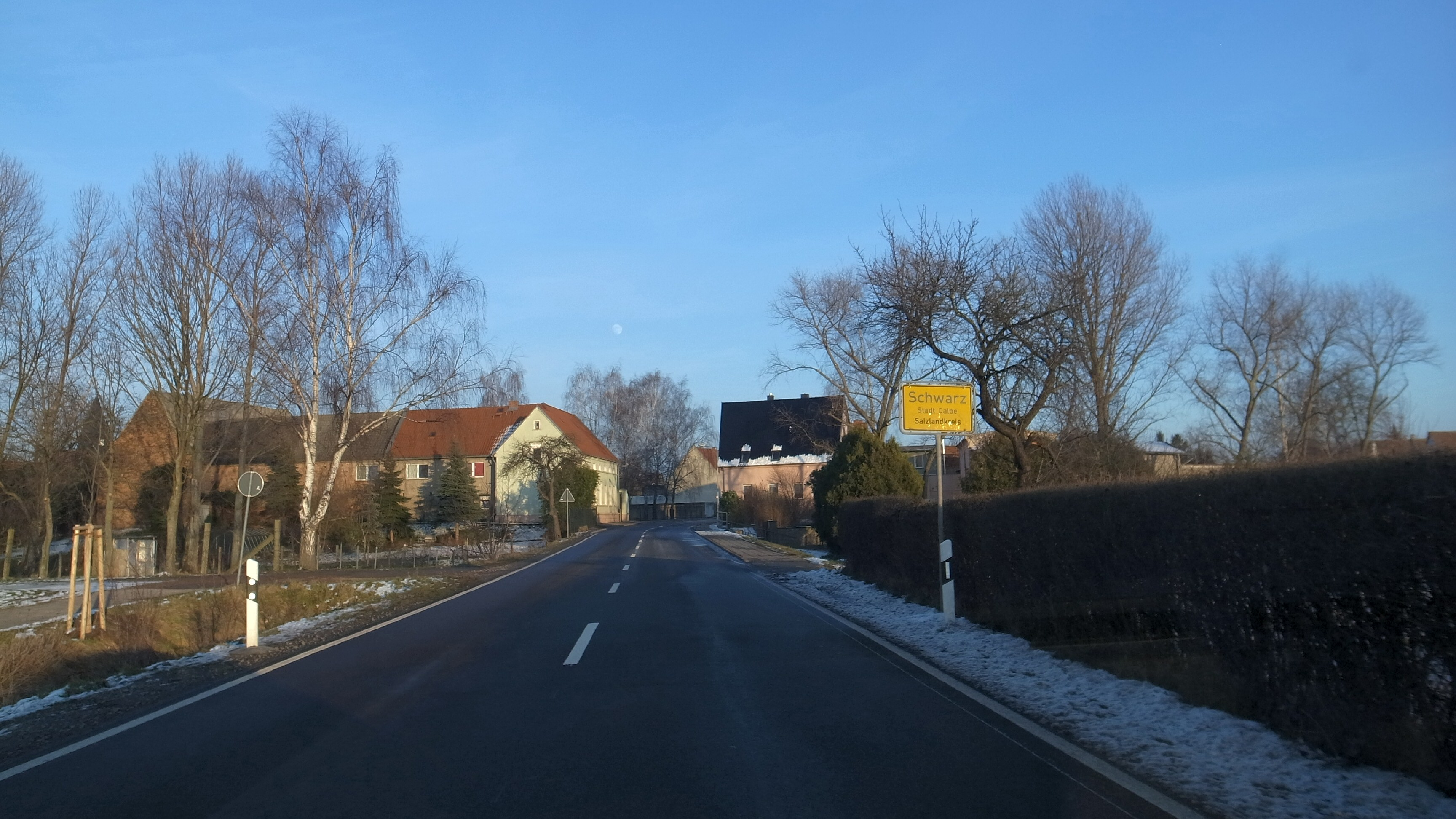
Ortseingang aus Richtung Calbe

Schwarz ist ein Ortsteil von Calbe (Saale) im Salzlandkreis.

## Geografie
Schwarz liegt 1300 Meter Luftlinie vom östlichen Ufer der Saale entfernt und nördlich eines zur Saale hin offenen Altarms. Die beiden Ortsteile Gottesgnaden und Tippelskirchen sind 2,6 bzw. 1,6 Straßenkilometer entfernt. Der Ortskern von Schwarz ist 13 Hektar groß, befindet sich auf einer Höhe von 56 Metern und ist umgeben von landwirtschaftlichen Nutzflächen. Er liegt zwischen dem Naturpark Unteres Saaletal und dem Biosphärenreservat Mittelelbe.

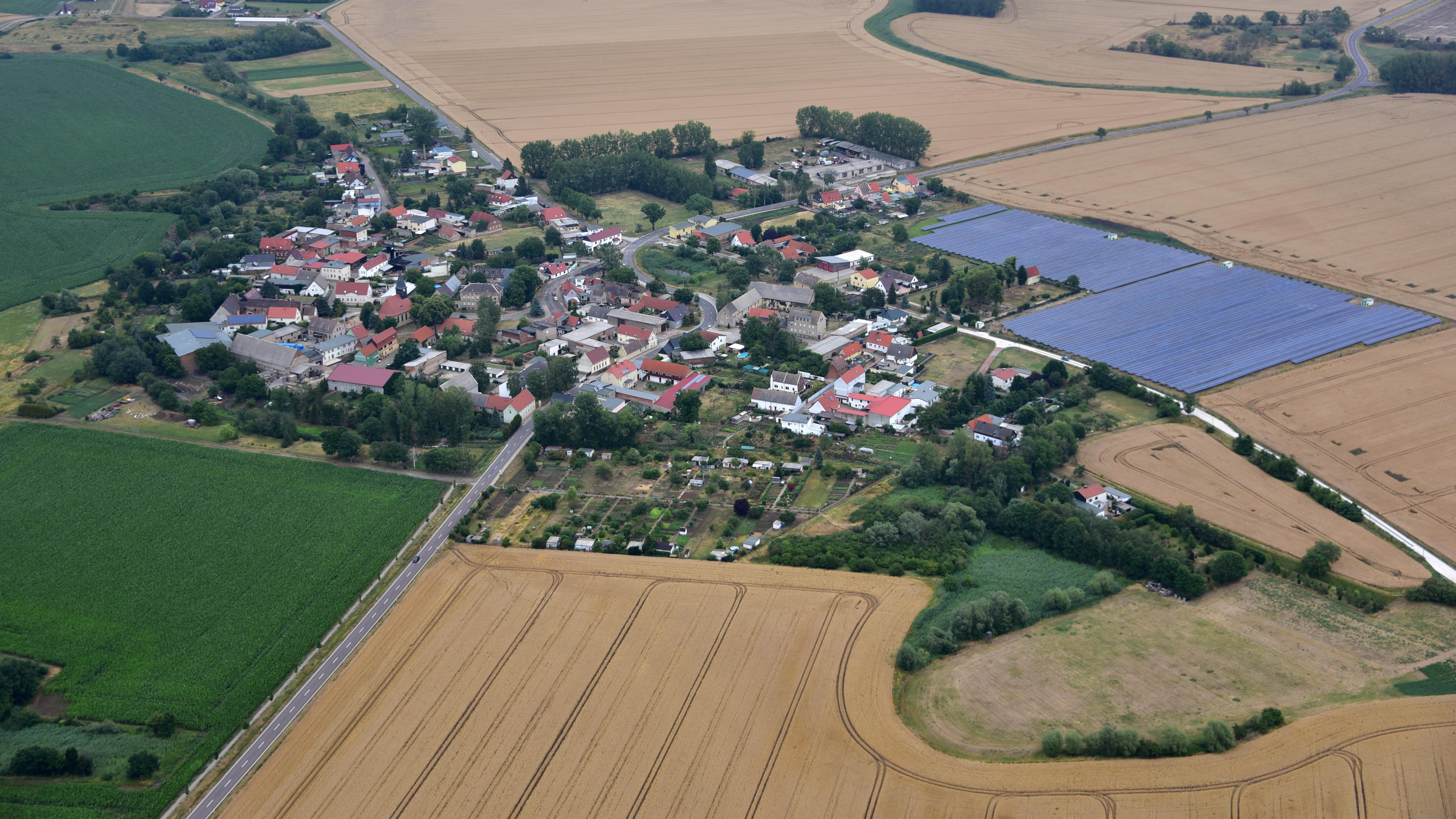
Schwarz (Calbe), Luftaufnahme (2019)

## Geschichte
Auf dem Gebiet des heutigen Ortes Schwarz siedelten nach Angaben von Chronisten bereits 650 und 900 n. Chr. Slawen. Im Zuge der Christianisierung der westelbischen Gebiete gründete der Magdeburger Erzbischof Norbert von Xanten 1131 in der Nähe der Siedlung das Kloster Gottesgnaden. In dessen Folge entwickelte sich der bereits bestehende Ort zu einer festen Siedlung, die 1205 unter dem Namen „swerce“ erstmals schriftlich erwähnt wurde. Von 1343 an war Schwarz durch eine Schenkungsurkunde des Magdeburger Erzbischofs Otto dem Kloster direkt unterstellt, bis dieses nach 1680 eine brandenburgisch-preußische Domäne wurde. Danach existierten der Ort Schwarz und die Domäne als getrennte Verwaltungseinheiten. Im Dreißigjährigen Krieg (1618–1648) wurde Schwarz weitgehend zerstört. Der Wiederaufbau dauerte bis 1670.

Nach Preußens Niederlage gegen Napoleon gehörte Schwarz von 1807 bis 1813 zum französisch beherrschten Königreich Westphalen und wurde vom Kanton Calbe im Distrikt Magdeburg verwaltet. Nach den Befreiungskriegen kehrte Schwarz unter die preußische Herrschaft zurück. Mit der preußischen Verwaltungsreform von 1815 wurde der Ort in den Kreis Calbe eingegliedert, während die Domäne Gottesgnaden den Status eines eigenständigen Gutsbezirkes erhielt. Als 1890 die Bahnstrecke Magdeburg–Leipzig eröffnet wurde, erhielten die Einwohner von Schwarz über den drei Kilometer entfernten Bahnhof Calbe Anschluss an das deutschlandweite Eisenbahnnetz. 1910 hatte Schwarz 425 Einwohner. 

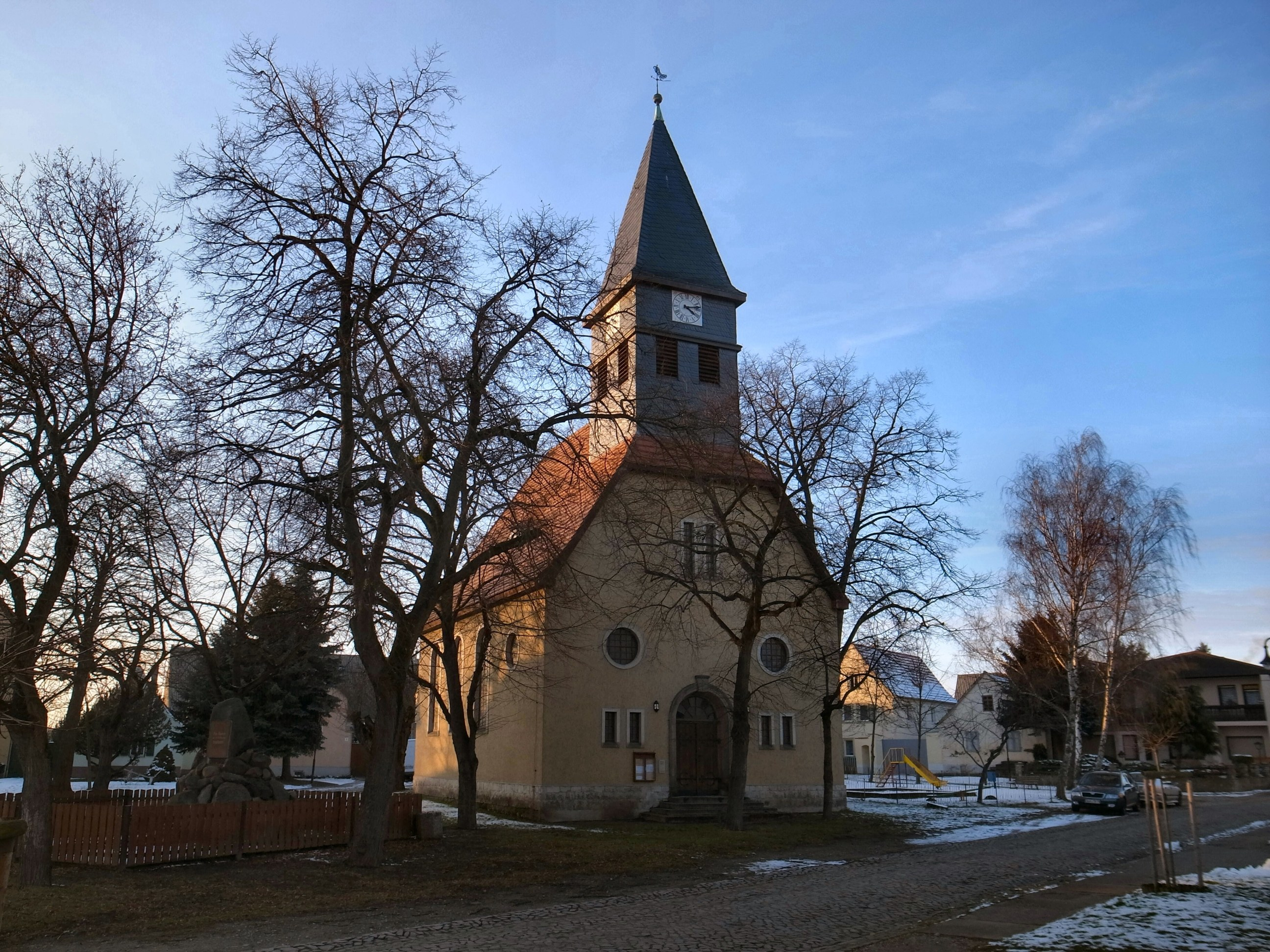
Kirche in Schwarz

 Bis 1915 verfügte Schwarz nur über ein kleines Bethaus, das in diesem Jahr durch eine Saalkirche mit östlichem Dreiachtelschluss und viereckigem Dachreiter ersetzt wurde. Im Zuge einer Änderung des preußischen Gemeindeverfassungsrechts wurde zum 1. Juni 1929 der Gutsbezirk Gottesgnaden mit seinen etwa 290 Einwohnern in die Landgemeinde Schwarz eingemeindet. Daraufhin wurden 1933 in Schwarz 677 Einwohner gezählt. Zuvor war 1932 nach einem Großbrand die Schwarzer Feuerwehr gegründet worden.
Zu Beginn des Zweiten Weltkriegs hatte sich die Zahl der Einwohner geringfügig auf 641 verringert. Im April 1945 wurde der Ort von der US-Armee eingenommen und im Juni der Roten Armee übergeben. Die Sowjetische Besatzungszone wurde 1949 in die DDR umgewandelt, und durch deren Verwaltungsreform von 1950 wurde der Landkreis Calbe in Landkreis Schönebeck umbenannt. Bei einer weiteren Verwaltungsreform 1952 wurden die Länder auf dem Gebiet der DDR abgeschafft und durch Bezirke ersetzt. Dabei erfuhr Schwarz eine Umgliederung vom Land Sachsen-Anhalt in den Bezirk Magdeburg. Anfang der 1950er Jahre wurde in Schwarz eine Landwirtschaftliche Produktionsgenossenschaft (LPG) gegründet, der bis 1961 alle landwirtschaftlichen Betriebe des Ortes beigetreten waren. Nach der Volkszählung von 1964 hatte Schwarz 714 Einwohner.
Nach der Wiedervereinigung Deutschlands behielt Schwarz seinen landwirtschaftlichen Charakter. 1994 wurde Schwarz mit Gottesgnaden und der Siedlung Tippelskirchen in die Stadt Calbe eingemeindet. Nach einer umfassenden Sanierung konnte im Jahr 2000 die Dorfkirche wieder eingeweiht werden. Anlässlich der 800-Jahr-Feier von Schwarz am 14. August 2005 wurde ein Stahlschnitt des Calbenser Künstlers Otto Plönnies enthüllt. Er zeigt eine Dorfsilhouette im Hintergrund ist ein Schwarzerde pflügender Bauer zu sehen. Der nach der Wende gegründete Kultur- und Heimatverein Schwarz/Gottesgnaden löste sich 2015 auf.

## Politik
- SPD: 2
- FW: 1
- CDU: 1
- fraktionslos: 1

### Ortschaftsrat
Vorsitzender des Ortschaftsrats Schwarz ist Manfred Grimm (SPD).

## Verkehrsanbindung
Durch Schwarz verläuft die Landesstraße 63 von Calbe nach Dessau. Die Entfernung zur Innenstadt von Calbe beträgt vier Kilometer. In der Verlängerung der L 63 erreicht man nach weiteren sechs Kilometern die Auffahrt zur Bundesautobahn 14 (Magdeburg–Halle (Saale)). Schwarz liegt im Einzugsbereich zweier Bahnstrecken. Über den acht  Kilometer entfernten Bahnhof Sachsendorf (Barby) erreicht man die Bahnstrecke Magdeburg–Leipzig, zur Bahnstrecke Berlin–Güsten kommt man über den Bahnhof Calbe-Stadt.

## Kulturdenkmäler
- Kriegerdenkmal bei der Kirche